# Pilea hydra
Pilea hydra är en nässelväxtart som beskrevs av P. Brack. Pilea hydra ingår i släktet pileor, och familjen nässelväxter. Inga underarter finns listade i Catalogue of Life.